# Tamnoglavi guan
Tamnoglavi guan (lat. Penelope ortoni) je vrsta ptice iz roda Penelope, porodice Cracidae. Živi u planinskim šumama u podnožju zapadnih Anda zapadne Kolumbije i sjevero-zapadnog Ekvadora. Osjetljiva je na lov i uništavanje staništa.
Duga je između 58 i 66 centimetara. Perje joj je tamno-smeđe boje sa sivo-smeđom glavom i vratom s bjelkastim rubovima do prsa. Grlo joj je crvene boje. Kljun je boje slonovače, dok su noge crvene boje.